# Challenge Cup 2011-2012 (pallavolo maschile)
La Coppa CEV di pallavolo maschile 2011-2012 è stata la 32ª edizione del terzo torneo pallavolistico europeo per squadre di club; è iniziata con la fase di qualificazione il 22 ottobre 2011, si è conclusa il 31 marzo 2012. Al torneo hanno partecipato 50 squadre e la vittoria finale è andata per la prima volta al Klub Sportowy AZS Częstochowa Sportowa.

## Squadre partecipanti
| - Aich/Dob* - Almería* - Amriswil - Amstetten - Baia Mare* - Nyborg - Jedinstvo Brčko - Dinamo Bucarest* - AZS Częstochowa* - Universitatea Cluj - Tomis Costanza - Orion - Dürener | - Teuta - Anorthōsīs* - Nea Salamis - Fonte do Bastardo - Gabrovo - Galatasaray - Chênois - Kommunalnik Grodno - Lycurgus - Chemes Humenné - Kakanj* - Kamnik* - Karavas | - Mladost Kaštela* - Lokomotyv Charkiv* - Hapoël Kfar Saba - Radnički Kragujevac - Dinamo Krasnodar - Dukla Liberec - Losanna UC* - Menen - Budaŭnik Minsk - Modena - Vojvodina - Olympiakos | - ETTA - Pielaveden Sampo - Rennes - Perungan Pojat* - Strassen - Audentese* - Tampereen Isku* - Maccabi Tel Aviv* - Politechnika Warszawska - Vienna hotVolleys - HAOK Mladost* - Metallurg Zhlobin |

- * Provenienti dalla Coppa CEV

## Primo turno

### Squadre qualificate
| - Kommunalnik Grodno - Metallurg Zhlobin |

## Secondo turno

### Squadre qualificate
| - Amriswil - Amstetten - Tomis Costanza - Orion - Nea Salamis - Fonte do Bastardo - Galatasaray - Lycurgus | - Karavas - Dinamo Krasnodar - Menen - Budaŭnik Minsk - Olympiakos - Rennes - Strassen - Politechnika Warszawska |

## Sedicesimi di finale

### Squadre qualificate
| - Almería - Tomis Costanza - AZS Częstochowa - Nea Salamis - Galatasaray - Karavas - Lokomotyv Charkiv - Dinamo Krasnodar | - Losanna UC - Menen - Budaŭnik Minsk - Olympiakos - Rennes - Audentese - Maccabi Tel Aviv - Politechnika Warszawska |

## Ottavi di finale

### Squadre qualificate
| - Tomis Costanza - AZS Częstochowa - Lokomotyv Charkiv - Losanna UC - Menen - Rennes - Maccabi Tel Aviv - Politechnika Warszawska |

## Quarti di finale

### Squadre qualificate
| - Tomis Costanza - AZS Częstochowa - Menen - Politechnika Warszawska |

## Semifinale

### Squadre qualificate
- AZS Częstochowa
- Politechnika Warszawska

## Finale

### Squadra campione
- AZS Częstochowa[12]